# Comovirus
Genre
Espèces de rang inférieur
- espèce-type : Cowpea mosaic virus

Comovirus est un genre de virus de la famille des Secoviridae, sous-famille des Comovirinae qui comprend 15 espèces acceptées par l'ICTV, dont le CPMV (Cowpea mosaic virus) qui est l'espèce-type.
Ce sont des virus à ARN simple brin à polarité positive classés dans le groupe IV de la classification Baltimore.
Les virions, non enveloppés, sont de deux types mais d'apparence et de taille similaires (environ 28 nm de diamètre). Le génome, bipartite, est constitué de deux segments d'ARN, ARN1 et ARN2, encapsidés séparément. Ces virus infectent les plantes (phytovirus). Ils sont le plus souvent transmis par des coléoptères de la famille des Chrysomelidae.

## Étymologie
Le nom générique, « Comovirus », dérive du nom du virus-type, Cowpea mosaic virus, le virus de la mosaïque du niébé.

## Structure
Les virions sont des particules non enveloppées, de 28 à 30 nm de diamètre, ont une capside icosaédrique de type T=pseudo3. La capside est composée de 60 protéines petites ou CPS (21 à 27 kDa, avec un domaine jelly rolls) et 60 protéines grandes ou CPL (40–45 kDa, avec deux domaines jelly rolls). Les ARN génomiques sont encapsidés séparément dans deux types de particules de taille similaire.

## Génome
Le génome, bipartite, est composé de deux segments d'ARN à simple brin linéaire, ARN1 et ARN2, de 5889 et 3481 nucléotides respectivement.
L'ARN1 et l'ARN2 sont traduits en deux polyprotéines, qui sont ensuite transformées en protéines fonctionnelles. L'ARN1 code les protéines nécessaires à la réplication, tandis que l'ARN2 code les deux protéines de capside et les produits impliqués dans le déplacement de cellule à cellule.

## Biologie
Les virus du genre Comovirus ont des gammes d'hôtes étroites, 11 des 15 espèces étant limitées à quelques espèces de la famille des Fabaceae (légumineuses).
Les symptômes caractéristiques d'une infection par des Comovirus sont des motifs de mosaïque et de marbrure sur les feuilles, mais généralement pas de taches annulaires.
La transmission dans la nature se fait exclusivement par les coléoptères, en particulier des espèces de la famille des Chrysomelidae. Les coléoptères conservent leur capacité à transmettre le virus pendant des jours ou des semaines.

## Liste des espèces et non-classés
Selon NCBI (5 février 2021) :
- Andean potato mottle virus
- Bean pod mottle virus
- Bean rugose mosaic virus
- Broad bean stain virus
- Broad bean true mosaic virus
- Cowpea mosaic virus
- Cowpea severe mosaic virus
- Glycine mosaic virus
- Pea green mottle virus
- Pea mild mosaic virus
- Quail pea mosaic virus
- Radish mosaic virus
- Red clover mottle virus
- Squash mosaic virus
- Ullucus virus C
- non-classés
  - Insect-associated comovirus
  - Papaya comovirus
  - Pepper mild mosaic virus
  - Phaseolus vulgaris severe mosaic virus
  - Turnip ringspot virus
  - Ullucus comovirus 1
  - Zymoseptoria comovirus A

### Référence biologique
- (en) BioLib : Comovirus (consulté le 5 février 2021)
- (en) NCBI : Comovirus (taxons inclus) (consulté le 5 février 2021)
- (en) WoRMS : Comovirus (+ liste espèces) (consulté le 5 février 2021)
- (en) ICTV : Comovirus  (consulté le 25 janvier 2021)